# Parque nacional natural e histórico de Shirkent
Parque nacional natural e histórico de Shirkent es uno de los dos parques nacionales de Tayikistán. Establecido en 1991, abarca 31.900 hectáreas o 319 kilómetros cuadrados y está situado en el extremo occidental del país, en el Distrito de Tursunzade, Región de subordinación republicana, cerca de la frontera con Uzbekistán.